# Bird Paradise
Koordinaten: 1° 24′ 25″ N, 103° 46′ 52″ O
Bird Paradise ist ein zoologischer Garten in Singapur, der sich auf die Ausstellung und Zucht von Vogelarten spezialisiert hat.

## Geschichte
Im Jahr 2016 kündigte die Mandai Wildlife Group an, dass der von ihr geführte Jurong Bird Park geschlossen und die gesamte Vogelsammlung in einen anderen, ähnlich großen Park in Singapur verlegt werden würde. Dies soll zur Konsolidierung mit den weiteren Wildlife-Parks der  Mandai Wildlife Group führen. Der neu angelegte, Bird Paradise genannte, Vogelpark wurde am 8. Mai 2023 eröffnet und dient als eine Einrichtung, die für das Engagement Singapurs bei Naturschutz, Bildung und Tourismus steht.

## Anlagenkonzept und Tierbestand
Im Bird Paradise leben auf einer Fläche von ca. 17 Hektar etwa 3500 Vögel in rund 400 Arten. Für jede Vogelart wurde ein spezieller Lebensraum geschaffen, der nach den spezifischen Bedürfnisse gestaltet wurde und die heimatlichen Lebensräume seiner Vogelbewohner widerspiegelt. Die Besucher sollen die natürlichen Verhaltensweisen der Vögel aus nächster Nähe beobachten. Von üppigem Regenwald bis hin zu sumpfigen Feuchtgebieten ist jede Anlage des Bird Paradise ein Hinweis auf die Vielfalt und Schönheit der Vogelökosysteme. Das Gelände ist in mehrere Abschnitte unterteilt, die nach artspezifischen oder geographischen Gesichtspunkten gestaltet wurden und folgende Bereiche enthält: Songs of the Forest, Mysterious Papua, Lory Loft, Amazonian Jewels, Crimson Wetlands, Egg Splash, Australian Outback, Heart of Africa, Wings of Asia sowie Penguin Cove.
Der Vogelpark bietet eine Reihe innovativer Aktivitäten, die das Verständnis für Vögel und deren Bedürfnisse vertiefen sollen. Von geführten Vogelbeobachtungen bis hin zu interaktiven Fütterungsveranstaltungen haben Besucher die Möglichkeit, Details über die verschiedenen Arten, ihr Verhalten und die Bedeutung ihrer Erhaltung zu erfahren.

## Amphitheater
In einem Amphitheater werden täglich je zwei verschiedene Vorführungen angeboten:
- In der Wings of the World Presentation werden besonders farbenprächtige Vogelarten gezeigt, die ihre Flugfähigkeiten und Flugkunststücke demonstrieren. Für die Besucher besteht die Möglichkeit, Papageien zu füttern.
- Die Präsentation Predators on Wings zeigt das Flug- und Jagdverhalten verschiedener Greifvögel und Eulen, beispielsweise Weißbauchseeadler, Wüstenbussard, Brahmanenmilan, Truthahngeier oder Sundafischuhu. Für die Besucher besteht dabei die Möglichkeit, mit einem Falkner-Handschuh geschützt, ausgewählte Vögel auf der ausgestreckten Hand landen zu lassen.

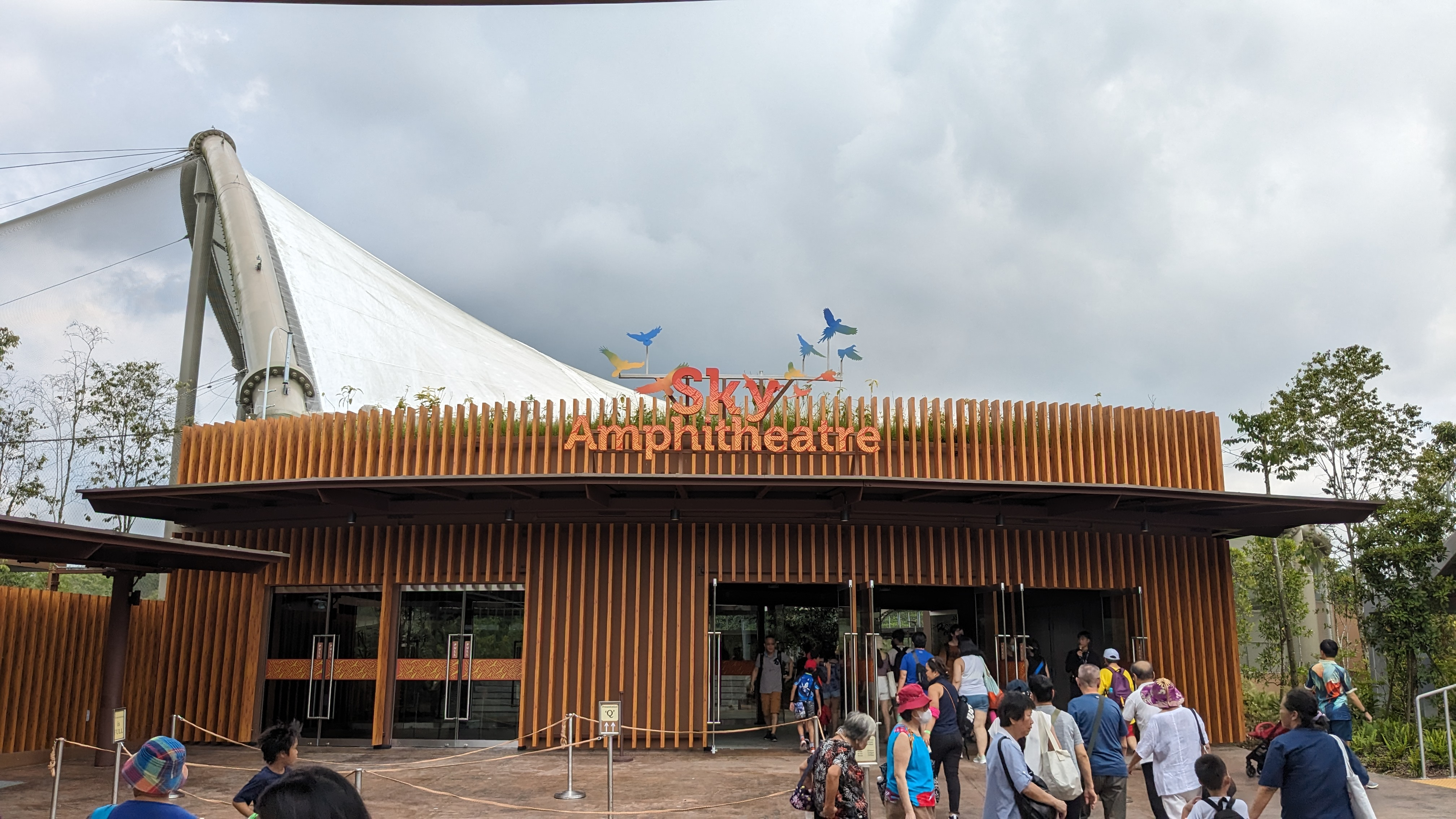
Eingang zum Amphitheater
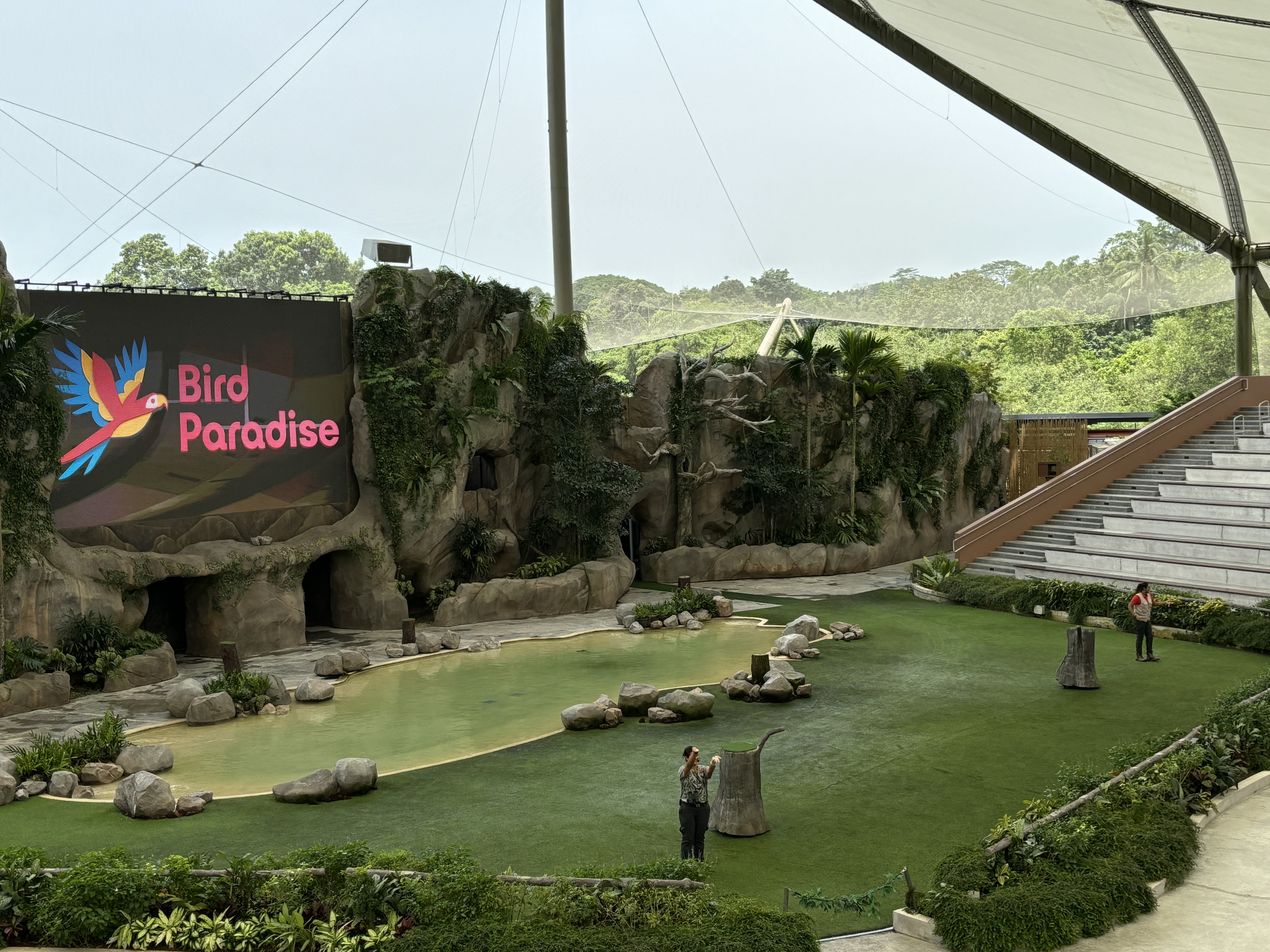
Blick in das Amphitheater
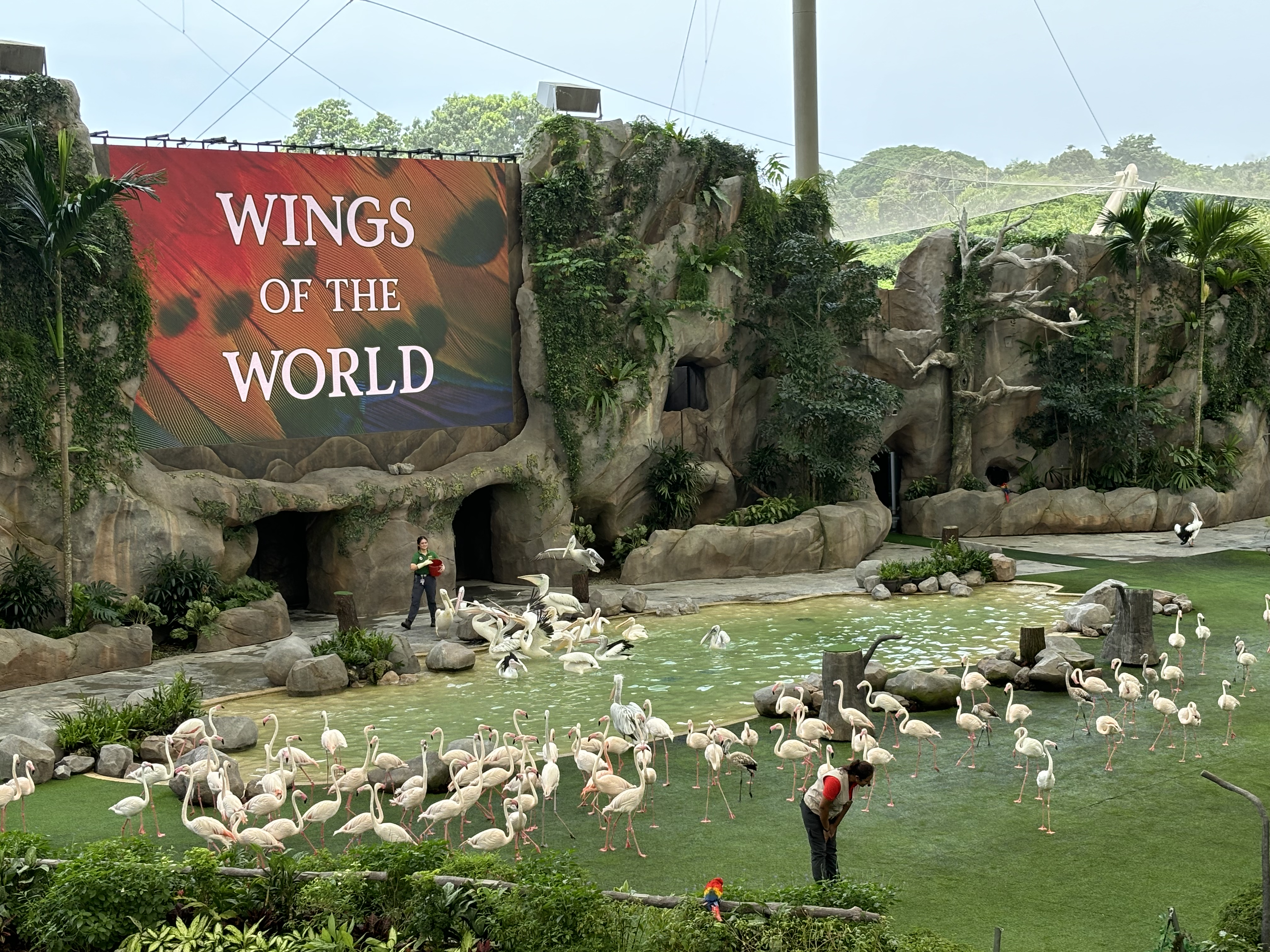
Wings of the World Show

## Arterhaltungsprogramme
Bird Paradise stellt nicht nur eine breite Palette an Vogelarten aus, sondern trägt auch aktiv zu Naturschutzbemühungen und Forschungen bei. Es arbeitet mit lokalen und internationalen Organisationen zusammen, um gefährdete Vogelarten zu studieren und zu schützen. Durch die Integration von Naturschutz und Bildung dient Bird Paradise als Plattform, um das Bewusstsein für die Bedeutung der biologischen Vielfalt zu schärfen und die Besucher dazu anzuregen, selbst aktiv für den Umweltschutz einzutreten.

## Galerie
Die nachfolgenden Bilder zeigen einige Vögel aus dem Bestand des Bird Paradise:

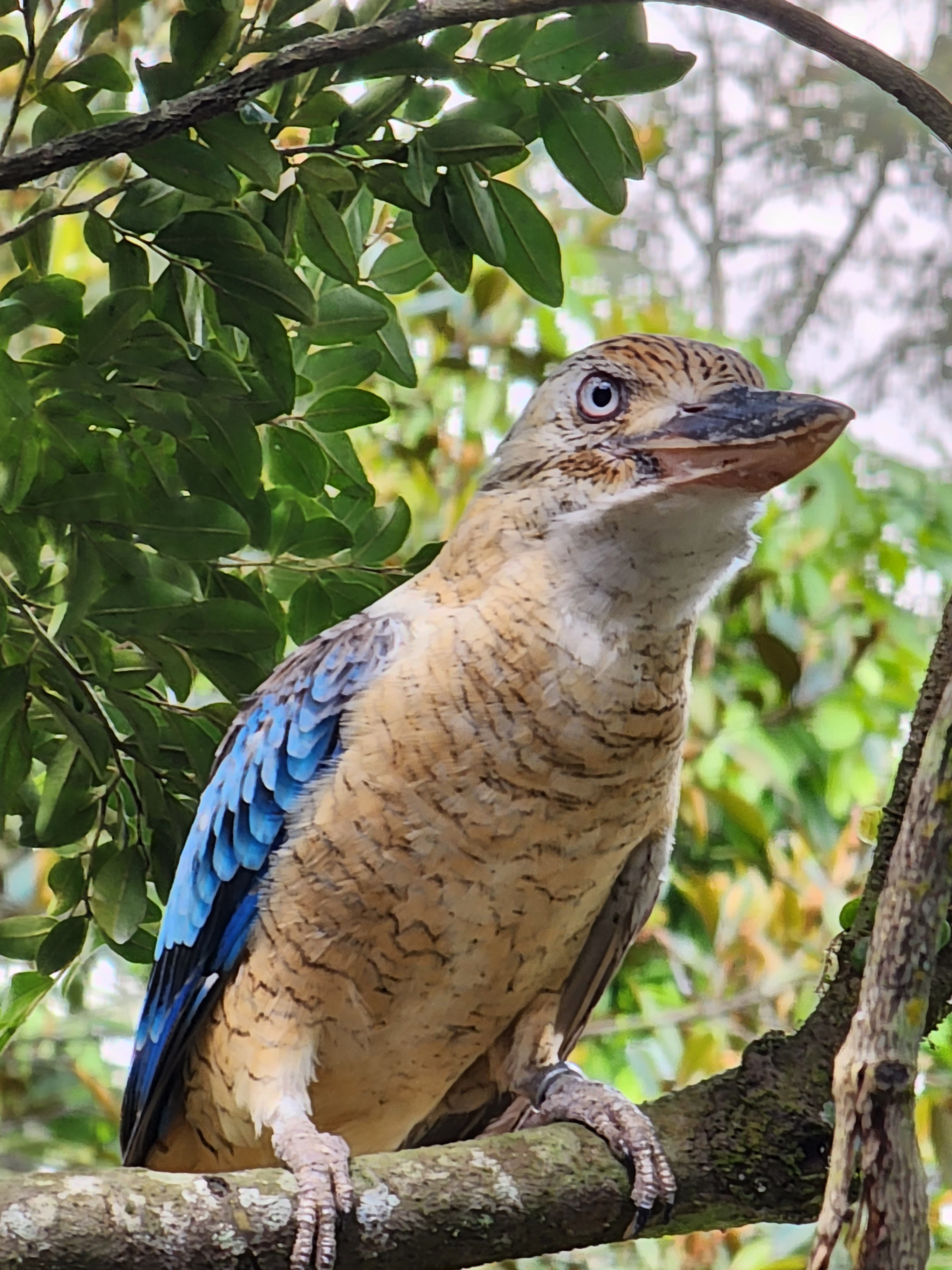
Blauflügelliest
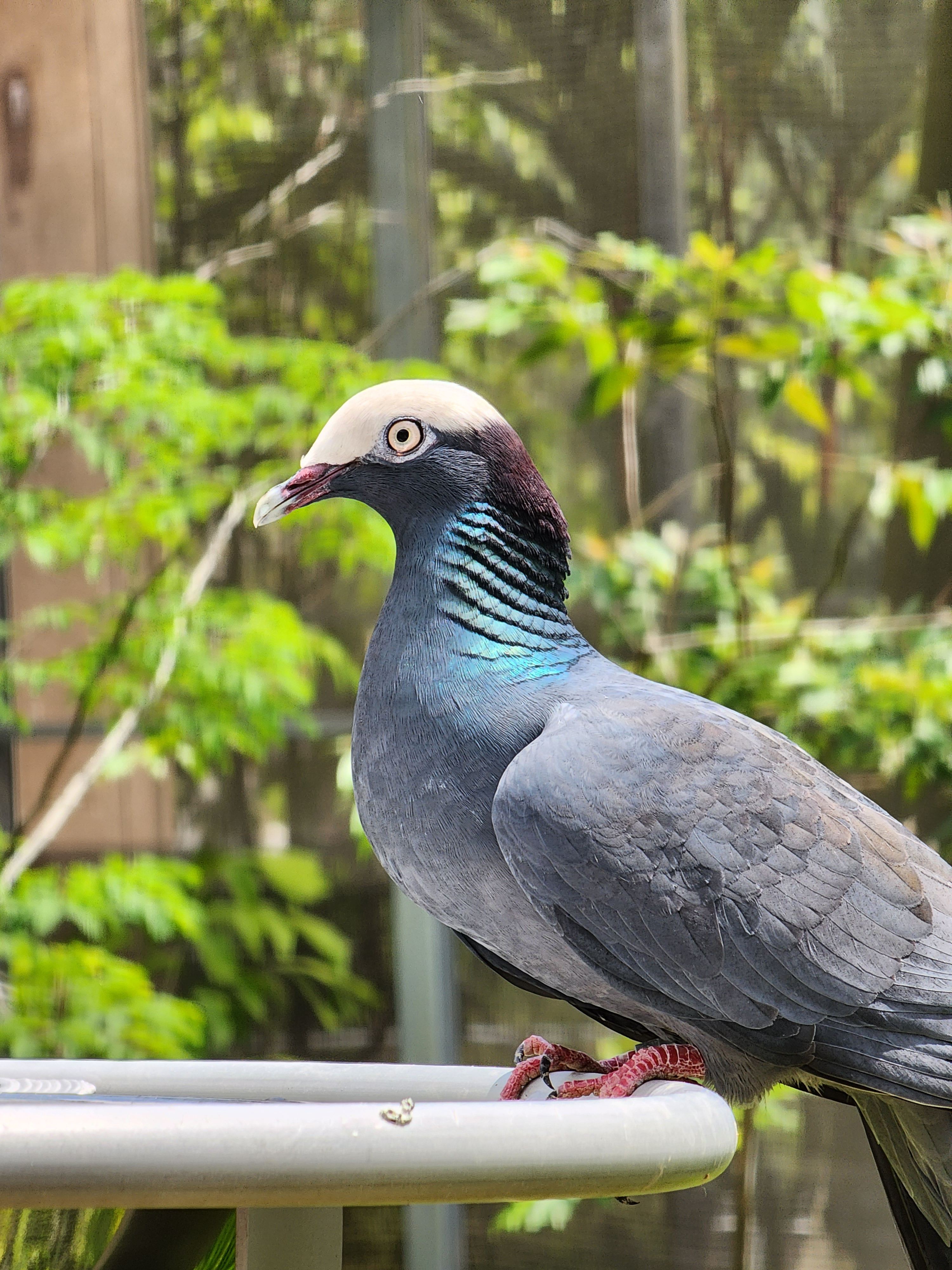
Weißkopftaube
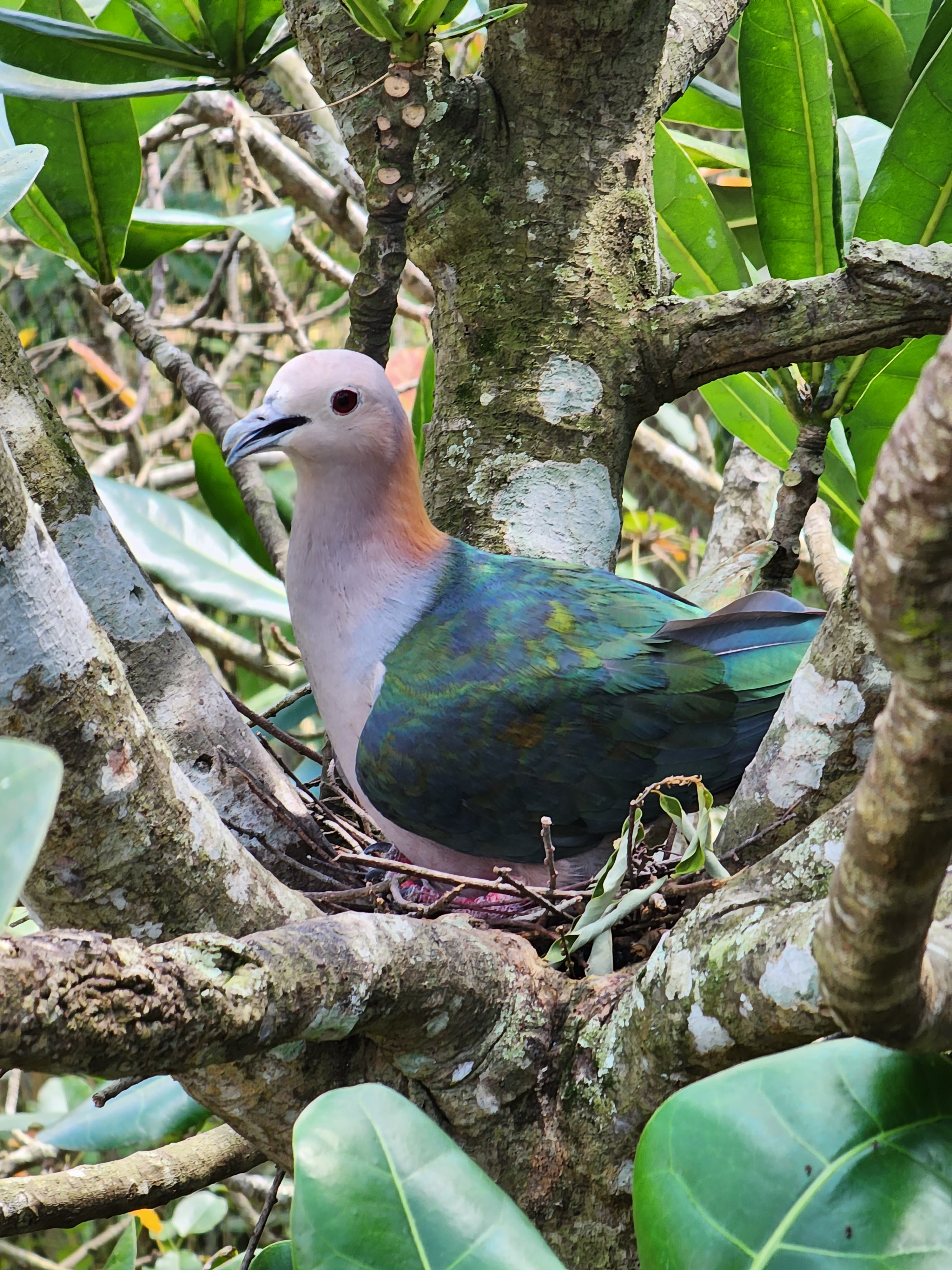
Bronzefruchttaube
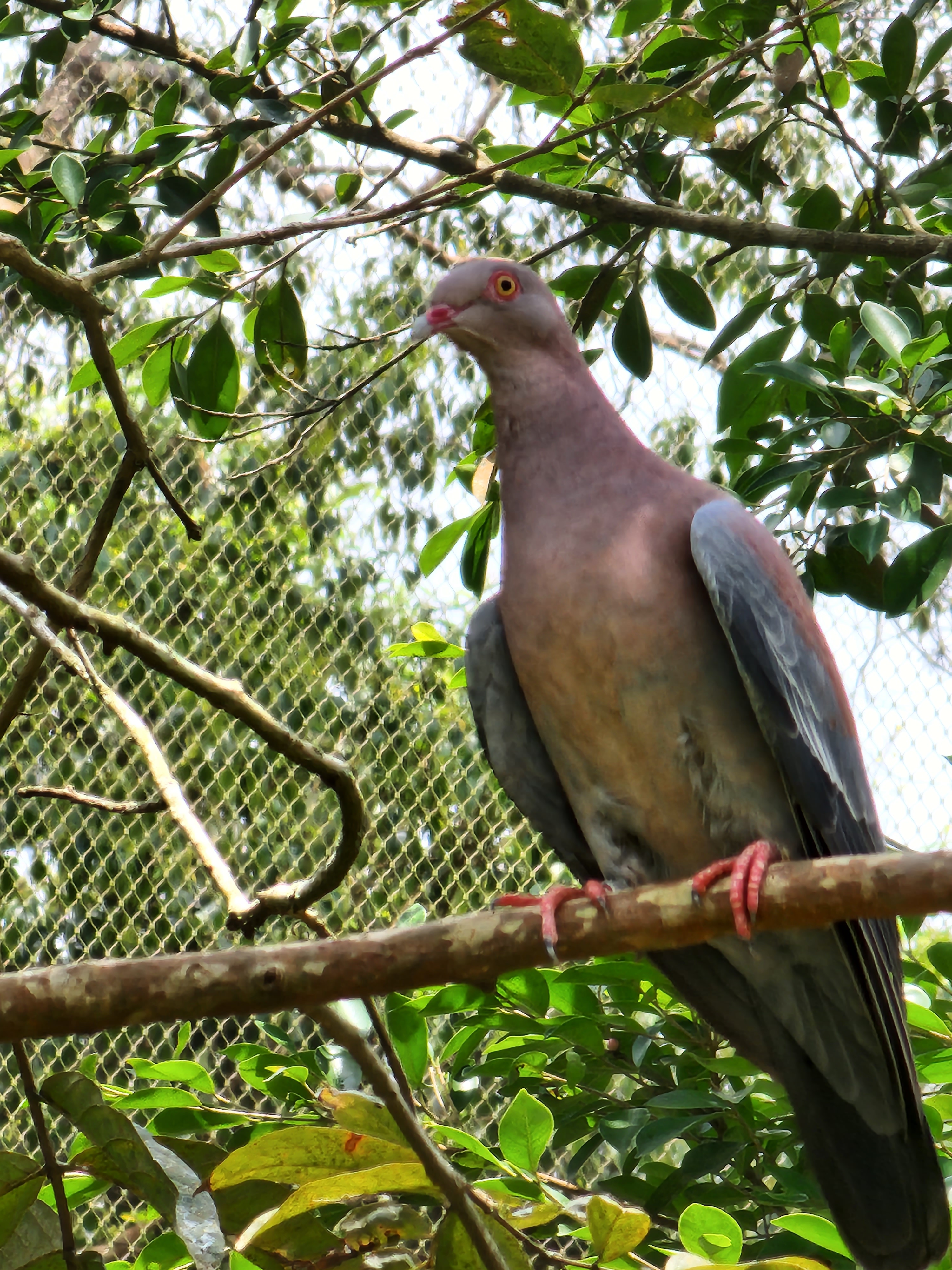
Rotschnabeltaube
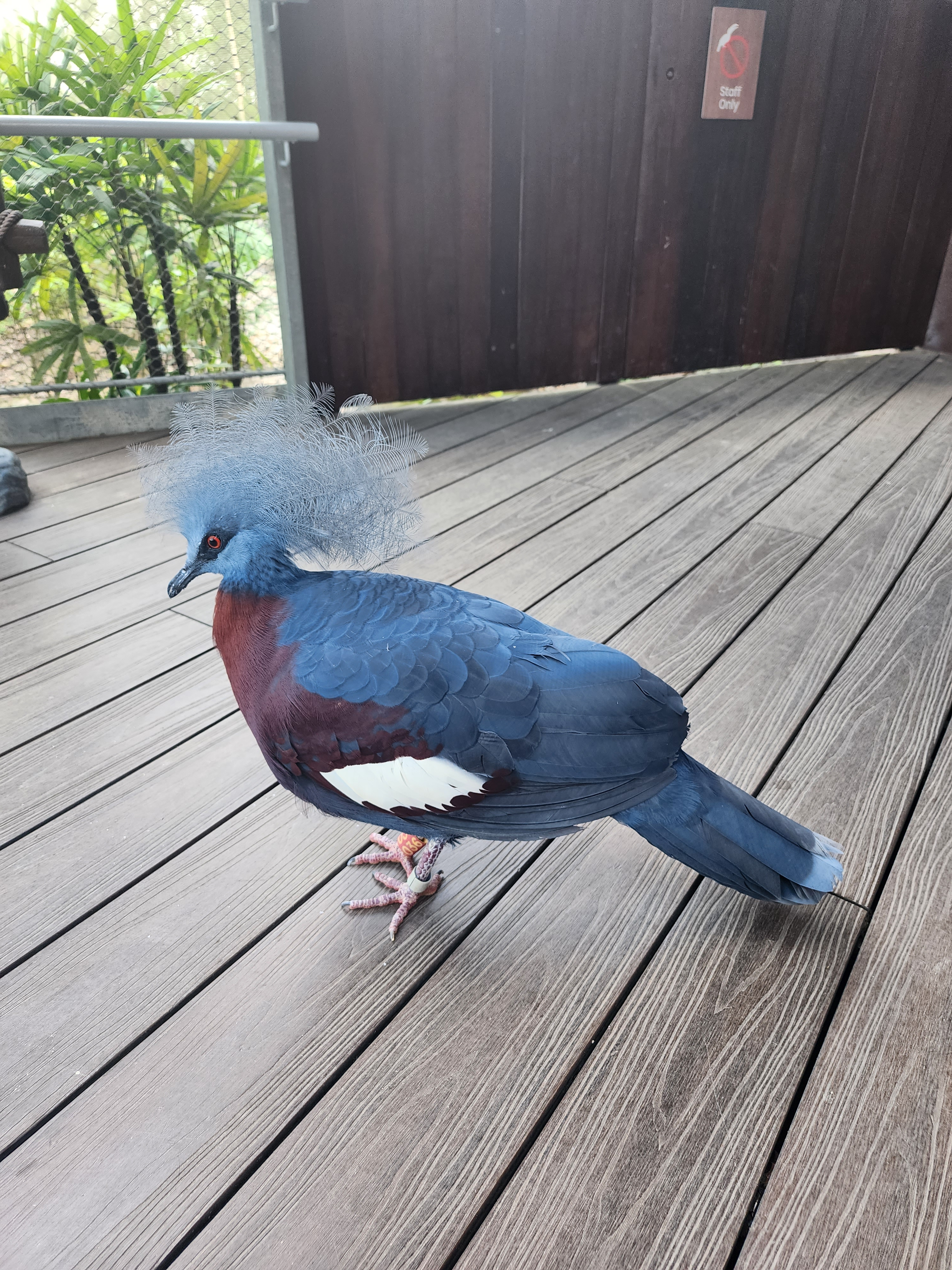
Rotbug-Krontaube
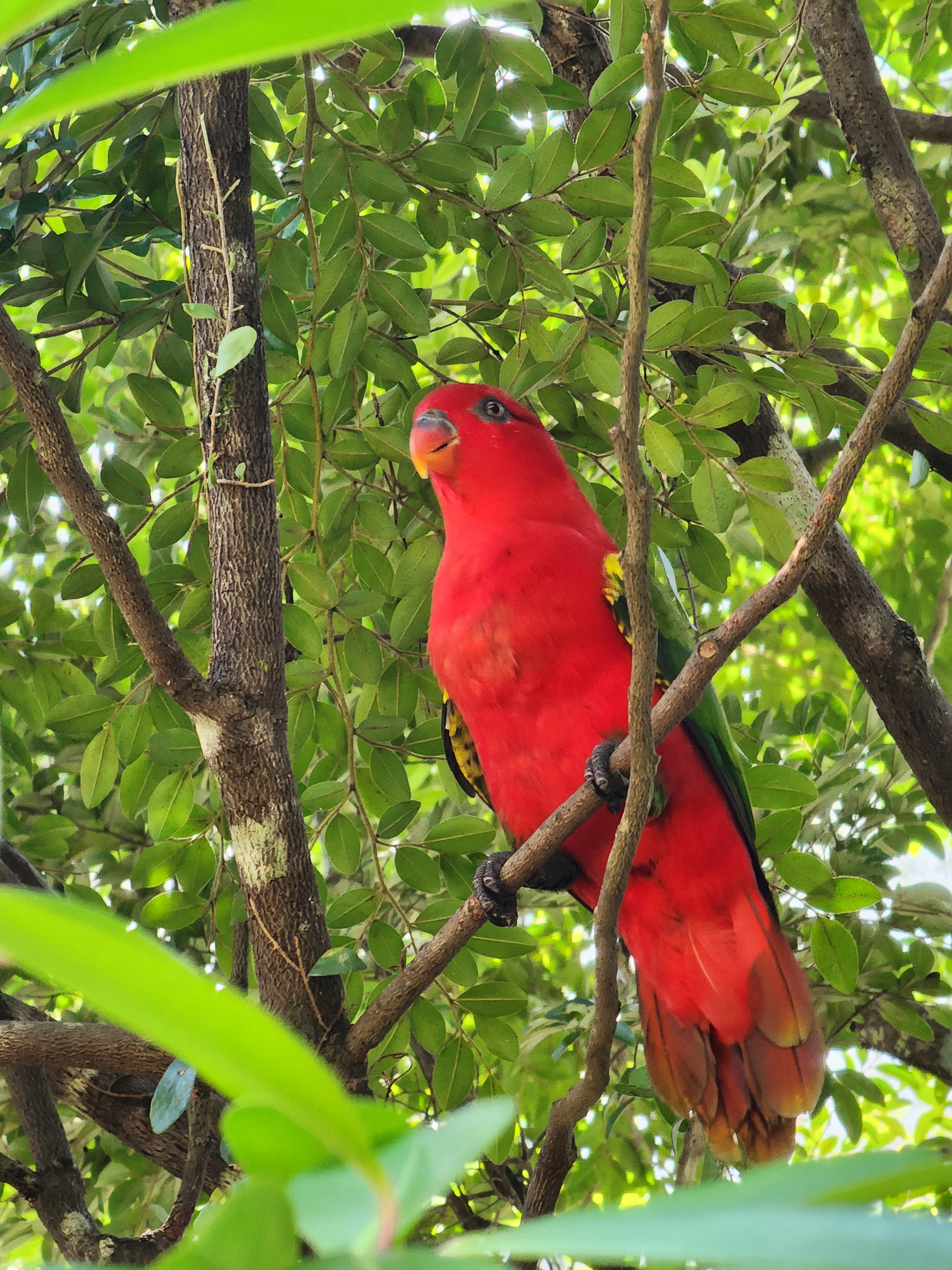
Prachtlori